# إيبرهارد أوقست ويلهلم فون تسيمرمان
إيبرهارد أوقست ويلهلم فون تسيمرمان (بالألمانية: Eberhard August Wilhelm von Zimmermann)‏ (و. 1743 – 1815 م) هو جغرافي وعالم حيواني وفيلسوف وأستاذ جامعي ألماني ولد في أويلتسن وكان عضوًا في الأكاديمية البافارية للعلوم والعلوم الإنسانية والأكاديمية الروسية للعلوم وأكاديمية العلوم في غوتينغن والأكاديمية البروسية للعلوم توفي في براونشفايغ عن عمر يناهز 72 عاماً.

## التعليم
تعلم في جامعة غوتينغن، وجامعة لايدن، وجامعة هاله.